# Обіньї-ле-Клузо
Обіньї-ле-Клузо (фр. Aubigny-les-Clouzeaux) — муніципалітет у Франції, у регіоні Пеї-де-ла-Луар, департамент Вандея. Обіньї-ле-Клузо утворено 1 січня 2016 року шляхом злиття муніципалітетів Обіньї i Ле-Клузо. Адміністративним центром муніципалітету є Обіньї. Населення — 7069 осіб (01.01.2021).